# Kim Myong-nam
Kim Myong-nam (8 febbraio 1969) è un ex sollevatore nordcoreano, campione mondiale e medagliato olimpico, che ha gareggiato nelle categorie dei pesi leggeri (fino a 67,5/70 kg.) e dei pesi medi (fino a 75/76 kg.).

## Carriera
Kim Myong-nam ha iniziato ad affermarsi a livello internazionale ai campionati mondiali di Atene 1989, conquistando la medaglia di bronzo nei pesi leggeri (fino a 67,5 kg.) con 327,5 kg. nel totale, giungendo dietro a due fuoriclasse quali il sovietico Israyel Militosyan (347,5 kg.) ed il bulgaro Joto Jotov (337,5 kg.).
L'anno successivo Kim ha vinto la medaglia d'oro ai Giochi Asiatici di Pechino e qualche settimana dopo ha partecipato ai campionati mondiali di Budapest, realizzando il maggior successo della sua carriera, vincendo la medaglia d'oro con 342,5 kg. nel totale, davanti a Joto Jotov (332,5 kg.).
Ai campionati mondiali di Donaueschingen 1991 ha dovuto, però, cedere nuovamente a Jotov e Militosyan, ottenendo la medaglia di bronzo con 340 kg. nel totale.
Nel 1992 ha partecipato alle Olimpiadi di Barcellona facendo il salto alla categoria superiore dei pesi medi (fino a 75 kg.), riuscendo a salire comunque sul podio con la medaglia di bronzo ottenuta sollevando 352,5 kg. nel totale, alle spalle dell'atleta della Squadra Unificata Fёdor Kasapu e del cubano Pablo Lara-Rodríguez.
L'anno successivo il limite della categoria dei pesi medi è stato elevato a 76 kg., ma ciò non ha impedito a Kim di vincere anche la medaglia di bronzo ai campionati mondiali di Melbourne dello stesso anno, sollevando 362,5 kg. nel totale.
Per un paio di stagioni Kim Myong-nam non ha ottenuto particolari risultati a livello internazionale fino al 1996, anno in cui ha partecipato alle Olimpiadi di Atlanta, ritornando alla categoria dei pesi leggeri, il cui limite, nel frattempo, era stato elevato a 70 kg., e conquistando la medaglia d'argento con 345 kg. nel totale, battuto dal cinese Zhan Xugang (357,5 kg.) e battendo l'ungherese Attila Feri (340 kg.).
Nel corso della sua carriera Kim Myong-nam ha stabilito tre record del mondo nella categoria dei pesi leggeri (fino a 70 kg.), di cui uno nella prova di strappo, uno nella prova di slancio e uno nel totale.